# Скульбашевский, Антон Денисович
Антон Денисович Скульбашевский (пол. Antoni Skulbaszewski; 29 января 1915, Перегоновка — 1990, Киев) — полковник ВС СССР и Народного Войска Польского, главный военный прокурор Польши в 1948—1950 годах.

## Биография
Родители — Денис Скульбашевский и Мария Скульбашевская (в девичестве Нацкевич). В РККА с 1935 года, окончил школу НКВД в Киеве в 1937 году. Участник советско-финской войны 1939—1940 годов, во время Великой Отечественной войны сражался на Юго-Западном и Московском фронтах. Вследствие контузии на фронте отправлен в тыл, в 1943 году окончил Ташкентский институт инженеров ирригации и механизации сельского хозяйства.
В феврале 1944 года направлен на службу в Войско Польское. Занимал следующие посты:
- февраль—апрель 1944 — следователь при 1-й Варшавской пехотной дивизии
- апрель—ноябрь 1944 — прокурор при 2-й Варшавской пехотной дивизии[2]
- ноябрь 1944—апрель 1945 — вице-прокурор Военной прокуратуры 1-й армии Войска Польского
- апрель—июнь 1945 — прокурор Военной прокуратуры 2-й армии Войска Польского
- июнь—август 1945 — вице-прокурор Главной военной прокуратуры Польши
- август 1945—октябрь 1948 — заместитель главного военного прокурора Польши

С 8 октября 1948 по июль 1950 — главный военный прокурор, с августа 1950 по август 1954 годы занимал должность заместителя руководителя Главного управления информации Польши при Министерстве национальной обороны (фактический руководитель контрразведки Польши). Согласно докладу комиссии Мазура, Скульбашевский был причастен к репрессиям в послевоенные годы в Польше, среди допрошенных им были следующие лица:
- генерал бригады Станислав Татар
- полковник Марьян Утник[пол.]
- майор Здзислав Барбасевич[пол.]
- подполковник Станислав Новицкий[пол.]
- генерал бригады Ежи Кирхмайер
- генерал дивизии Стефан Моссор[пол.]
- генерал брони Юзеф Куропеска
- контр-адмирал Станислав Мешковский[пол.]

В 1954 году по требованию полковника Владислава Кохана Скульбашевский был снят со своей должности и уехал в СССР, осев в Киеве. В связи с истекшим сроком давности и его проживанием в СССР против него так и не удалось возбудить уголовное дело, однако Скульбашевский в СССР также подвергся репрессиям, получив 10 лет тюрьмы. Привлекался свидетелем по делу Д. П. Вознесенского.